# Antiblemma virginea
Antiblemma virginea là một loài bướm đêm trong họ Erebidae.